# Harry Potter và Hòn đá Phù thủy
Harry Potter và Hòn đá Phù thủy (tiếng Anh: Harry Potter and the Philosopher's Stone) là ấn phẩm đầu tay và là phần đầu tiên của bộ tiểu thuyết Harry Potter của nhà văn người Anh J. K. Rowling, được Bloomsbury xuất bản lần đầu tại Anh vào năm 1997. Năm 1998, nhà xuất bản Scholastic Corporation xuất bản tác phẩm tại Mỹ với tiêu đề Harry Potter and the Sorcerer's Stone, có chút thay đổi văn phong để phù hợp độc giả Mỹ; bản dịch tiếng Việt của Nhà xuất bản Trẻ cũng dựa trên ấn bản này. Cuốn sách giành hầu hết giải thưởng về sách ở Anh do trẻ em bầu chọn và nhiều giải thưởng khác tại Mỹ. Tác phẩm đứng đầu danh sách tiểu thuyết bán chạy nhất tháng 8/1999 của thời báo New York và liên tục trong top đầu trong suốt gần 2 năm tiếp theo. Cuốn sách được dịch ra ít nhất 74 thứ tiếng và được hãng Warner Bros chuyển thể thành phim, công chiếu lần đầu vào ngày 3/11/2002
Cuốn sách nhận được nhiều phản hồi tích cực dù một số ít phàn nàn vài chương cuối hơi gấp gáp, và được so sánh với tác phẩm của Jane Austen, một trong những tác giả yêu thích của Rowling, Roald Dahl, nhà văn thống trị lĩnh vực truyện thiếu nhi và nhà văn cổ người Hy Lạp Hómēros. Một số nhà phê bình cho rằng cuốn tiểu thuyết đi ngược những câu chuyện về trường nội trú thời Victoria và Edward, một số khác lại đánh giá cuốn sách được đặt vào đúng bối cảnh thế giới hiện đại và đan xen các yếu tố đạo đức và xã hội đương đại như bạo lực học đường.
Cuốn sách cũng như bộ tiểu thuyết Harry Potter bị một số nhóm tôn giáo chỉ trích dữ dội và bị cấm ở một vài quốc gia vì các cáo buộc cổ xúy thuật phù thủy. Nhưng các nhà bình luận tôn giáo khác cho rằng cuốn sách minh chứng cho sức mạnh hi sinh và khẳng định nhân cách và phẩm giá con người. Bộ tiểu thuyết đã được sử dụng làm nguồn tham khảo cho các bài học về phương pháp giáo dục, phân tích xã hội và tiếp thị.

## Tóm lược

### Cốt truyện

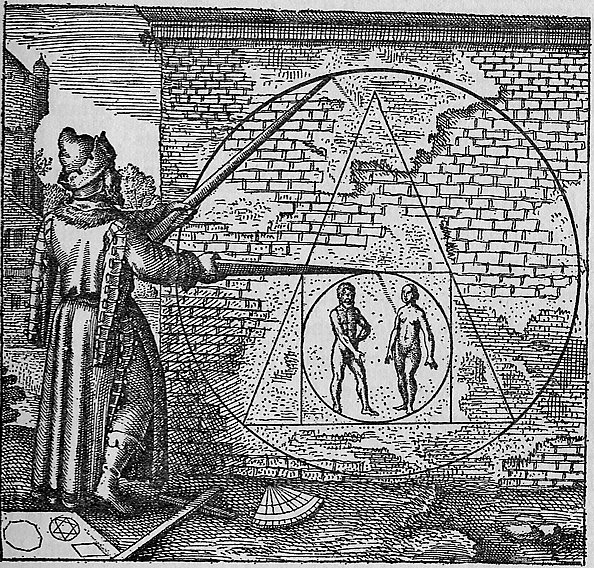
Theo ý nghĩa nhan đề, nội dung truyện tập trung vào hòn đá giả kim huyền thoại, thứ được tin rằng sẽ giúp con người bất tử.

Ngày 31/10/1981, Voldemort, một trong những Phù thủy Hắc ám vĩ đại nhất lịch sử khơi mào cuộc đại chiến phù thủy và sát hại cặp vợ chồng phù thủy James và Lily Potter. Nhưng khi hắn niệm Lời nguyền Chết Chóc (Avada Kedavra) lên đứa con trai 1 tuổi của họ là Harry Potter, một sức mạnh vô hình đã khiến lời nguyền bị phản ngược, khiến cơ thể Voldemort tan biến và linh hồn của hắn vất vưởng trong hư vô. Điều duy nhất hắn làm được với Harry là để lại vết sẹo hình tia chớp trên trán cậu bé. Khi thế giới phù thủy ăn mừng sự sụp đổ của Voldemort, giáo sư Albus Dumbledore, Hiệu trưởng Trường đào tạo Ma Thuật và Pháp Thuật Hogwarts cùng 2 phụ tá là giáo sư Minerva McGonagall và người giữ khóa Rubeus Hagrid gửi Harry đến một gia đình Muggle là Vernon và Petunia Dursley chăm sóc. Dù giáo sư McGonagall lo lắng vì gia đình Dursley là những kẻ rất xấu tính, cụ Dumbledore quả quyết để Harry ở lại, vì bà Petunia là chị gái ruột của Lily - mẹ của Harry, và nhà Dursley là những người thân duy nhất còn sống của cậu bé. Cụ đặt cậu cạnh cửa cùng một bức thư rồi rời đi, tạo ra thần chú bảo vệ để dòng máu ruột thịt từ người dì Petunia sẽ bảo vệ Harry khỏi các thế lực hắc ám đến năm cậu 17 tuổi. 
Harry sống 10 năm cùng gia đình Dursley và bị đối xử như người hầu: phải làm hết việc nhà, ngủ dưới gầm cầu thang, mặc đồ cũ của anh họ Dudley, thường xuyên bị dì dượng đay nghiến cũng như bị Dudley bắt nạt. Dì dượng còn giấu mọi thứ về cha mẹ và thân phận của Harry để cậu lớn lên như một đứa trẻ bình thường. Nhưng khả năng pháp thuật của Harry bộc phát khi vô tình nhốt Dudley vào chuồng rắn ở sở thú rồi xổ lồng con rắn và nói chuyện với nó. Ít lâu sau, Harry nhận thư nhập học tại Hogwarts nhưng bị dì dượng đốt đi do không muốn cậu đọc nó. Nhưng lá thư vẫn được gửi đến mỗi ngày là cả nhà Dursley sợ hãi đến mức dọn ra đảo hoang để trốn. Nhưng vào đêm sinh nhật thứ 11 của Harry, Hagrid tìm đến tận nơi để trao tận tay Harry bức thư cùng chiếc bánh sinh nhật, và nói rằng cậu là phù thủy. Nhưng dì dượng nhất quyết không cho cậu đến Hogwarts, thậm chí xúc phạm cụ Dumbledore. Hagrid lập tức trừng phạt họ bằng cách biến cái đuôi heo mọc ra sau mông của Dudley rồi đưa Harry đi. 
Hagrid giới thiệu Harry vào thế giới phù thủy khi đưa cậu tới con phố bí mật ở London, ẩn mình với Muggle gọi là Hẻm Xéo, nơi cậu được tặng món quà sinh nhật là con cú trắng Hedwig cùng tất cả dụng cụ học tập. Ông sau đó dẫn Harry đến ngân hàng phù thủy Gringotts và tiết lộ tài sản thừa kế kếch xù từ cha mẹ Harry trong hầm của cậu. Tại đây, Harry rất ngạc nhiên khi biết mình rất nổi tiếng trong thế giới phù thủy. Khi đến cửa hàng Olivander để sắm đũa phép, chủ tiệm là cụ Garrick Olivander kinh ngạc khi cây đũa chọn Harry làm chủ có cấu tạo giống hệt với cây đũa Voldemort, như một định mệnh. Tại quán rượu, Harry hỏi Hagrid tại sao cậu nổi tiếng trong thế giới phù thủy, và kẻ gây ra vết sẹo trên trán cậu là ai. Hagrid phải giải thích mọi thứ từ việc Voldemort tàn phá thế giới phù thủy, sát hại cha mẹ cậu cho đến việc cậu vô tình khiến hắn biến mất, là lý do cậu được gọi là "Cậu bé sống sót". Ông cũng dặn Harry không được nói tên của hắn khi nói chuyện với người khác.
Một tháng sau, Harry khởi hành đến Hogwarts bằng chuyến tàu tốc hành từ sân ga 9¾, địa điểm bí mật tại nhà ga Ngã Tư Vua. Trên tàu, cậu kết thân với Ron Weasley, cậu bé xuất thân từ gia đình phù thủy nghèo lâu đời và Hermione Granger, cô bé phù thủy gốc Muggle và trở nên thù địch với Draco Malfoy, thằng nhóc xuất thân trong gia đình phù thủy thượng lưu, khi cậu bênh vực Ron vì Draco tỏ ra thượng đẳng, khoe mẽ về xuất thân quyền quý của nó và miệt thị Ron vì gia cảnh nghèo khó của cậu.
Bước chân vào Hogwarts, các học sinh năm nhất được chiếc Nón Phân Loại xếp vào bốn Nhà Gryffindor, Slytherin, Hufflepuff và Ravenclaw. Khi nghe Ron kể về danh tiếng Nhà Slytherin gắn liền với những phù thủy hắc ám, Harry đã cầu xin Nón Phân Loại không đưa cậu vào đó, dù chiếc nón nói rằng Nhà Slytherin sẽ giúp cậu trở nên vĩ đại. Cuối cùng chiếc nón cũng chấp thuận thỉnh cầu của Harry, và đưa cậu vào Nhà Gryffindor.
Khi bắt đầu học tại Hogwarts, Harry trong một lần bênh vực cậu bạn cùng Nhà là Neville Longbottom trước trò đùa ác ý của Draco đã phát hiện tài năng thiên bẩm về cưỡi chổi bay và được chọn làm Tầm thủ trong đội Quidditch (môn thể thao của giới phù thủy) của Nhà Gryffindor. Cậu không thich giáo sư Severus Snape, giáo viên môn Độc dược kiêm Chủ nhiệm Nhà Slytherin bởi ông luôn thiên vị học sinh của mình và luôn kiếm cớ trù dập Nhà Gryffindor. Draco thì luôn tìm cách gây sự với Harry. Nó lừa Harry và Ron tham gia trận giao đấu tại phòng truyền thống để dụ hai đứa lẻn khỏi phòng vào ban đêm, rồi tố cáo với giám thị Argus Filch. Ngăn hai cậu bạn không thành, Hermione phải đi cùng vì phòng sinh hoạt chung đã bị khóa và Bà Béo, người bảo vệ lối vào đang đi dạo. Ba đứa thấy Neville đang ngủ trên sàn nhà bên ngoài vì cậu quên mật khẩu phòng sinh hoạt chung. Cả bọn đến phòng truyền thống thì không thấy Draco đâu và Filch đột nhiên bước vào. Cả bọn chạy trốn và đến một cánh cửa bị khóa, Hermione dùng thần chú mở cửa, phát hiện một con chó ba đầu đang canh giữ một chiếc cửa sập trong khu vực cấm của trường. Cả bọn sợ hãi chạy trốn, còn Hermione rất giận dữ với hai cậu bạn vì sự liều lĩnh đã suýt giết chết cả bọn.
Năm học đang yên bình thì bị gián đoạn khi một con quỷ khổng lồ xổng ra và đi quanh trường trong ngày lễ Halloween. Khi Harry và Ron tìm Hermione để cảnh báo thì vô tình đụng mặt nó tại nhà vệ sinh nữ, nơi Hermione đang ngồi khóc vì Ron đã nói xấu về cô bé. Hai cậu bé kịp thời giải cứu Hermione và hạ gục con quỷ, từ đó ba cô cậu trở thành tri kỷ của nhau. Khi phát hiện vết thương ở chân của Snape, cùng với những sự kiện gần đây thì đám bạn nghi ngờ Snape đang tìm cách đột nhập cửa sập. Hermione cấm hai cậu bạn điều tra vì sợ bị đuổi học và khuyên Harry tập trung đến trận đấu Quidditch đầu tiên của cậu. Trận đấu diễn ra tốt đẹp thì cây chổi của Harry bỗng hóa điên và suýt hất văng cậu xuống đất. Hermione nghi ngờ Snape chơi xấu khi thấy ông đang lẩm bẩm thần chú. Cô bé lẻn ra sau lưng Snape phá đám, giúp cây chổi của Harry bình thường trở lại và giúp Gryffindor thắng trận.  
Vào dịp Giáng Sinh, Harry được tặng chiếc Áo choàng Tàng hình từ một người giấu tên nói rằng nó từng thuộc về cha cậu. Sử dụng chiếc áo choàng để điều tra thứ bí ẩn giấu dưới cửa sâp vào ban đêm, cậu vô tình phát hiện Tấm gương Ảo ảnh, nơi cậu nhìn thấy cha mẹ mình. Cụ Dumbledore xuất hiện bên cạnh Harry, nói rằng Tấm gương Ảo ảnh có thể khiến mong ước sâu thẳm nhất của người nhìn vào thành sự thật, và sẽ chẳng ích gì nếu chìm đắm trong ảo ảnh quá khứ. Cụ sẽ mang chiếc gương đi nơi khác, và dặn Harry đừng tìm nó nữa. 
Trong chuyến thăm nhà của Hagrid ở chân đồi, Harry, Ron và Hermione đọc được thông tin về vụ trộm ở ngân hàng Gringotts, và căn hầm bị trộm chính là căn hầm mà Harry và Hagrid đã ghé qua. Nhờ lời nói bất cẩn từ Hagrid, ba đứa trẻ biết được thứ được giấu dưới cửa sập là Hòn đá Phù thủy, do một người bạn của cụ Dumbledore là Nicolas Flamel tạo ra. Hòn đá giúp người sở hữu trở nên bất tử và biến kim loại thành vàng nguyên chất, chính là lý do Nicolas Flamel có thể sống đến hơn 650 tuổi. Nhưng cả ba bị Draco phát hiện và tố giác với giáo sư McGonagall vì tội đi lung tung vào buổi tối. Giáo sư McGonagall với tư cách là Chủ nhiệm Nhà Gryffindor kiêm Phó hiệu trưởng, đã phạt cả bốn đứa, kể cả Draco vì nó cũng đang vi phạm nội quy, phải vào Rừng Cấm với Hagrid tìm xác một con kỳ lân đã chết. Harry và Draco vô tình thấy một kẻ lạ mặt uống máu kỳ lân. Draco sợ hãi chạy trốn, còn tên lạ mặt kia quay lại tấn công Harry. Nhưng Nhân mã Firenze kịp thời đến cứu cậu và khiến hắn bỏ chạy. Anh nói với Harry rằng đó là một Voldemort đã suy yếu, phải ký sinh trên người kẻ khác, uống máu kỳ lân để tồn tại, và hắn cần Hòn đá Phù thủy để hồi sinh. Ghép các bằng chứng lại, Harry, Ron và Hermione nghi ngờ Snape là kẻ lạ mặt kia và ông ta sẽ đi lấy trộm Hòn đá Phù thủy vào ban đêm để hồi sinh Voldemort. Ba đứa lập tức đi báo với cụ Dumbledore, nhưng cụ đã đi công tác từ trước đó. Cả bọn quyết định cùng đi xuống cửa sập để bảo vệ hòn đá. Neville biết vậy liền đứng ra ngăn cản, và bị Hermione đóng băng ngay lập tức
Sau khi xuống cửa sập, Harry, Ron và Hermione gặp phải một loạt chướng ngại vật. Hermione giải cứu cả bọn khỏi Tấm lưới sa tăng bằng phép tạo lửa. Sau đó Harry với kỹ năng của một Tầm thủ lấy được chiếc chìa khóa cửa hầm giữa hàng ngàn chiếc chìa khóa khác. Cuối cùng, Ron hy sinh thân mình để giúp cả bọn chiến thắng trong ván cờ phù thủy, và Hermione phải ở lại để chăm sóc. Harry một mình bước tới căn phòng cuối cùng, và cậu phát hiện giáo sư Quirinus Quirrell, giáo viên dạy môn Phòng chống Nghệ thuật Hắc ám mới là kẻ gây ra mọi chuyện. Hắn đã xổ lồng con quỷ vào đêm Halloween khiến Hermione gặp nguy hiểm và làm Snape bị thương. Cũng chính hắn đã niệm lời nguyền khiến cây chổi của Harry bị nổi điên trong trận Quidditch và Snape phải niệm thần chú giải nguyền. Hắn kéo Harry đến trước Tấm gương Ảo ảnh và bắt cậu khai ra Hòn đá Phù thủy ở đâu. Bằng một cách tình cờ, Harry tìm thấy hòn đá trong túi quần nhưng im lặng. Lúc này, Quirrell tháo khăn xếp trên đầu xuống, để lộ một Voldemort suy yếu ở sau đầu. Hắn ra lệnh cho Quirrell tấn công Harry để chiếm hòn đá. Nhưng Quirrell vừa chạm vào người Harry thì đột nhiên bị bỏng nặng. Cậu tận dụng sức mạnh bí ẩn đó để khiến hắn thành tro. Quirrell chết và linh hồn Voldemort thoát ra, đâm xuyên qua người Harry, khiến cậu ngất lịm rồi bay đi mất.
Harry tỉnh lại trong bệnh xá của trường. Cụ Dumbledore giải thích khi Harry còn nhỏ, cậu đã sống sót sau cuộc tàn sát của Voldemort vì tình yêu của mẹ Lily và sự hy sinh của bà đã để lại bùa chú bảo vệ đầy quyền năng trong cậu, chính là lý do cậu có thể thiêu chết Quirrell. Cụ cũng tiết lộ chính cụ đã gửi cho Harry chiếc Áo choàng Tàng hình, và Hòn đá Phù thủy đã bị phá hủy, đồng nghĩa với việc Nicolas Flamel cũng sẽ qua đời. Trong bữa tiệc cuối năm, cụ Dumbledore thưởng 50 điểm/người cho Ron và Hermione, 60 điểm cho Harry và 10 điểm cho Neville để giúp Nhà Gryffindor giật Cúp Nhà ngay trước mũi Nhà Slytherin. Năm học kết thúc, Harry tạm biệt hai người bạn để trở về nghỉ hè tại gia đình Dursley. Nhưng với Harry, Hogwarts mới thật sự là nhà của cậu.

### Nhân vật chính
- Harry Potter là một đứa trẻ mồ côi, được Rowling miêu tả là "một cậu nhóc mảnh khảnh, tóc đen, đeo kính và không hề biết mình là một phù thủy."[2] Rowling đã phát triển các tình tiết và tính cách nhân vật để chứng minh Harry vượt lên hoàn cảnh như thế nào và cuộc sống cậu đã được giải thoát ra sao.[3] Ngoài chương đầu tiên, những sự kiện trong cuốn sách còn diễn ra trước và trong năm sau sinh nhật thứ mười một của Harry. Cuộc tấn công của Voldemort đã để lại một vết sẹo hình tia chớp trên trán của Harry, nó gây đau đớn cho cậu mỗi lần Voldemort xuất hiện. Harry có tài năng thiên bẩm về Quidditch và cậu đã trở thành học sinh năm nhất đầu tiên có vị trí trong đội hình thi đấu.
- Ron Weasley là cậu nhóc bằng tuổi Harry, Rowling miêu tả cậu là người bạn thân nhất, "luôn có mặt mỗi khi bạn cần cậu ấy."[4] Cậu có tàn nhang trên mặt, tóc đỏ và khá cao. Cậu lớn lên trong một gia đình phù thủy thuần chủng phúc hậu có bảy người con, cậu là con thứ sáu. Lòng trung thành và can đảm của cậu khi đối mặt trong trò chơi cờ vua đóng vai trò quan trọng trong việc tìm ra Hòn đá phù thủy.
- Hermione Granger, con gái của một gia đình người Muggle, là một cô bé thích chỉ huy, ghi nhớ gần hết những lí thuyết trong sách giáo khoa trước khi bắt đầu kì học. Rowling miêu tả Hermione là một nhân vật "thẳng thắn, lương thiện và tư duy logic",[5] với "rất nhiều bất an và nỗi sợ hãi thất bại to lớn ẩn dưới sự miệt mài của mình." Mặc dù cô luôn giúp Harry và Ron thoát khỏi rắc rối bằng cách rầy la, cô lại trở thành bạn thân của hai cậu sau khi họ cứu cô khỏi một con quỷ. Kĩ năng phân tích và phép thuật của cô đóng vai trò quan trọng để tìm ra Hòn đá Phù thủy. Cô có mái tóc nâu dày và hàm răng hô lớn.
- Neville Longbottom là một cậu bé mập, thiếu tự tin và rất đãng trí nên bà cậu phải đưa cho cậu một quả cầu gợi nhớ, mặc dù cậu không thể nhớ tại sao. Khả năng phép thuật của Neville rất yếu và xuất hiện đúng lúc để cứu mạng cậu lúc tám tuổi. Mặc dù rất nhút nhát, Neville sẽ chiến đấu với bất cứ kẻ thù nào sau khi được khuyến khích hoặc khi cậu nghĩ rằng điều đó quan trọng và đúng lẽ phải.
- Rubeus Hagrid là một người lai khổng lồ có chiều cao 12 foot (3,7 m), với bộ tóc và râu đen rối. Ông bị đuổi khỏi Hogwarts và đũa phép của ông bị gãy một nửa nên không bao giờ sử dụng đũa phép nữa, tuy nhiên giáo sư Dumbledore vẫn để ông là người giữ rừng của trường, một công việc cho phép ông thoải mái tiếp cận và âu yếm những sinh vật huyền bí dù là nguy hiểm nhất. Hagrid hết mực trung thành với cụ Dumbledore và nhanh chóng trở thành bạn thân Harry, Ron và Hermione, nhưng tính bất cẩn khiến ông không đáng tin cậy.
- Giáo sư Albus Dumbledore là một người đàn ông cao và gầy, đeo cặp kính hình bán nguyệt và có mái tóc bạc cùng bộ râu quấn vào dây lưng. Ông là hiệu trưởng Hogwarts và có lẽ là nỗi sợ duy nhất của chúa tể Voldemort. Dumbledore, tuy nổi tiếng vì những thành tựu trong giới phép thuật, lại thường không quan tâm mấy đến những lời tán dương, dù ông tự nhận thức được về khả năng của mình. Rowling miêu tả ông là "hình mẫu của sự lương thiện".[6]
- Giáo sư McGonagall là một bà giáo cao ráo, trông nghiêm nghị, tóc bà bới thành một búi chặt. Bà dạy môn Biến hình và thỉnh thoảng lại tự biến mình thành một con mèo. Bà là Phó hiệu trưởng kiêm Chủ nhiệm Nhà Gryffindor, và theo như tác giả, "bên dưới bộ dạng cộc cằn đó" có "một chút yếu đuối già nua".[7]
- Petunia Dursley, là dì ruột của Harry, chị của Lily, là một người đàn bà "ốm nhom" "với một cái cổ dài gấp đôi bình thường, rất tiện cho bà nhóng qua hàng rào để dòm ngó nhà hàng xóm". Bà gọi người em phù thủy của mình là "đồ đồng bóng" và "giả đò rằng mình chẳng có chị em nào hết".
- Vernon Dursley là chồng của dì Petunia Dursley, là người đàn ông có thân hình nặng nề cao lớn nhưng ông ta lại dễ bị ám ảnh bởi những điều dị thường.
- Dudley Dursley là anh họ của Harry Potter. Nó "mập ú", "ghét thể thao" ngoại trừ "môn thể thao đấm đá người khác", và "cái bao cát mà Dudley khoái nhất là Harry".
- Draco Malfoy là một thằng bé có "gương mặt nhọn nhợt nhạt"  với một chất giọng có "âm điệu nhừa nhựa chán ngắt". Thằng bé hay khoe khoang về tài chơi Quidditch, và khinh miệt bất cứ ai không có dòng máu phù thủy thuần khiết  – hoặc những phù thủy không cùng quan điểm với nó. Bố mẹ nó từng ở dưới trướng Voldemort, nhưng đã ngay lập tức đổi phe khi Chúa tể Hắc ám biến mất, nói rằng họ bị "bỏ bùa". Draco thách đấu với Harry Potter, nhưng nó không đến chỗ hẹn mà lén báo cho thầy giám thị Filch hòng khiến cho Harry và đám bạn gặp rắc rối.
- Oliver Wood là đội trưởng đội bóng Quidditch Nhà Gryffindor của Harry. Anh chơi ở vị trí Thủ quân.
- Giáo sư Quirrell là người đàn ông cà giật và cà lăm. Ông dạy môn Phòng chống Nghệ thuật Hắc ám. Được cho là người có "trí tuệ phi thường", nhưng thần kinh ông bị tổn hại khi gặp phải ma cà rồng. Quirrell đội khăn vành để che đi gương mặt Voldemort ở phía sau đầu khi hắn nhập xác vào ông ta.
- Giáo sư Snape, "có mái tóc đen nhờn bóng, mũi khoằm, da tái xám", giảng dạy môn Độc dược, nhưng ông rất mong muốn được dạy Phòng chống Nghệ thuật Hắc ám. Thầy Snape đặc biệt thiên vị học sinh Nhà Slytherin, những học sinh thầy chủ nhiệm nhưng lại tranh thủ cơ hội để làm bẽ mặt học sinh khác, đặc biệt là Harry. Nhiều sự cố, bắt đầu là cơn đau thốn nơi vết sẹo trên trán Harry trong tiệc khai giảng, khiến cho bọn Harry cứ nghĩ thầy Snape là tôi tớ của Voldemort.
- Argus Filch, giám thị của trường, người biết rõ mọi hành lang bí mật của trường hơn bất kì ai, có lẽ chỉ sau cặp song sinh nhà Weasley. Ông có một con mèo tên là Bà Norris, trợ thủ đắc lực cho Filch lùng bắt những học sinh vi phạm luật lệ nhà trường.

Những nhân viên và giáo viên khác trong trường gồm có: Giáo sư Pomona Sprout, giáo viên dạy môn Thảo dược học và chủ nhiệm Nhà Hufflepuff, bà có thân hình khá mập; Giáo sư Filius Flitwick, giáo viên dạy môn Bùa chú và chủ nhiệm Nhà Ravenclaw, ông có thân hình nhỏ bé và dễ bị kích động; Giáo sư Binns, giáo viên dạy môn Lịch sử Pháp thuật, ông là một hồn ma nhưng dường như chẳng bao giờ để ý rằng mình đã chết; Cô Hooch, huấn luyện viên môn Quidditch tuy là một người nghiêm khắc nhưng dạy rất có phương pháp và chu đáo. Ngoài ra có yêu tinh Peeves thường đi quanh lâu đài để trêu học sinh và gây rắc rối ở bất cứ nơi nào có thể.
Trong truyện, Rowling giới thiệu một dàn nhân vật chiết trung. Nhân vật đầu tiên được giới thiệu là dượng của Harry, Vernon Dursley. Hầu hết các hành động đều tập trung vào nhân vật anh hùng cùng tên Harry Potter, một đứa trẻ mồ côi thoát khỏi tuổi thơ khốn khố với gia đình nhà Dursley. Rowling tưởng tượng cậu là "một cậu nhóc mảnh khảnh, tóc đen, đeo kính và không hề biết mình là một phù thủy"; bà cũng cho biết đã truyền tải nỗi đau mất mẹ từ bản thân mình sang cậu. Trong sách, Harry kết thân với hai người bạn là Ronald Weasley và Hermione Granger. Rowling miêu tả Ron là người bạn thân nhất, "luôn có mặt mỗi khi bạn cần cậu ấy". Cô còn miêu tả Hermione là một nhân vật "thẳng thắn, lương thiện và tư duy logic" với "rất nhiều bất an và nỗi sợ hãi thất bại to lớn ẩn dưới sự học gạo miệt mài của mình".
Rowling cũng tưởng tượng một dàn diễn phụ là người lớn. Hiệu trưởng trường Hogwarts là Albus Dumbledore, một vị phù thủy quyền năng nhưng tốt bụng, người dần trở thành bạn tri kỷ của Harry trong truyện. Rowling miêu tả ông là "hình mẫu của sự lương thiện". Cánh tay phải của ông là một nhà giáo nghiêm nghị Minerva McGonagall, nhân vật mà theo như tác giả miêu tả, "bên dưới bộ dạng cộc cằn đó" có "một chút yếu đuối già nua". Ngoài ra còn có các nhân vật người lai khổng lồ thân thiện Rubeus Hagrid và thầy giáo nham hiểm Severus Snape. Giáo sư Quirrell cũng xuất hiện trong tiểu thuyết.
Những nhân vật phản diện chính là Draco Malfoy, bạn học cùng lớp với Harry có tính trịch thượng và hay bắt nạt; và Chúa tể Voldemort, phù thủy độc ác và quyền năng, bị lìa hồn khỏi xác khi hắn cố giết Harry lúc bé. Theo một cuộc phỏng vấn với Rowling vào năm 1999, bà cho biết nhân vật Voldemort được tạo ra giống như một nét tương phản văn học với Harry, và Rowling đã cố tình không viết rõ ràng về phần tiền truyện của Harry lúc đầu:
| “ | Ý tưởng ban đầu...Harry, tôi thấy Harry vô cùng rõ ràng và sống động. Và tôi biết cậu ấy không hề biết mình là một phù thủy. [...] Rồi tôi lật ngược từ vị trí đó để phát hiện rằng liệu có thể nào, cậu ấy sẽ không biết mình là ai. [...] Khi cậu mới một tuổi, tên phù thủy độc ác và quyền năng nhất trong hàng trăm năm đã cố giết cậu. Hắn sát hại cha mẹ của Harry, rồi hắn cố giết nốt cậu—hắn cố nguyền rủa cậu. [...] Nhưng vì một số nguyên do bí ẩn, lời nguyền lại không ứng nghiệm với Harry. Vì thế cậu bị dính một vết sẹo hình tia chớp trên trán và lời nguyền đã phản ngược vào tên phù thủy ác độc, và thế là hắn ẩn náu suốt từ lúc đó cho tới giờ. | ” |

## Phát triển, xuất bản và đón nhận

### Phát triển

Bìa sách tại Anh Quốc.

Tiểu thuyết đầu tay này của Rowling được viết trong thời gian từ khoảng tháng 6 năm 1990 đến năm 1995. Năm 1990, Jo Rowling, bút danh khi đó của tác giả, muốn cùng bạn trai đến sống ở một căn hộ chung cư tại thành phố Manchester và theo lời bà, "Sau một tuần tìm phòng, tôi đón xe lửa một mình về lại Luân Đôn và ý tưởng về Harry Potter bắt đầu nhen nhóm trong đầu... Một chú bé phù thủy gầy gò, nhỏ bé, tóc đen, đeo kính dần hiện hữu trong tôi... Tôi bắt đầu viết Hòn đá Phù thủy mỗi tối. Mặc dù những trang đầu tiên nhìn chẳng có vẻ gì là một tác phẩm hoàn chỉnh." Không lâu sau, để vượt qua nỗi đau mất mát trước sự ra đi của thân mẫu, Rowling đã truyền tải cảm xúc đau thương đó qua thân phận mồ côi của Harry. Rowling dành sáu năm để hoàn chỉnh tác phẩm Harry Potter và Hòn đá Phù thủy, và sau khi cuốn sách được Bloomsbury phát hành, tác giả giành được một giải thưởng trị giá 8.000 bảng Anh từ Hội đồng Nghệ thuật Scotland, giúp bà thêm nguồn lực để lên kế hoạch cho các phần sau của bộ truyện. Bà gửi cuốn này đến đại diện xuất bản và một nhà xuất bản, và sau đó, khi đến tay đại diện thứ hai dành suốt một năm để tìm nơi đồng ý xuất bản, hầu hết các nơi đều cho rằng với dung lượng 90.000 từ, cuốn sách này quá dài. Khi Barry Cunningham, đang bổ sung sách thuộc thể loại kỳ ảo từ các tác giả mới cho Tủ sách thiếu nhi Bloomsbury, gợi ý chấp nhận cuốn sách, cô con gái tám tuổi của Tổng Giám đốc Điều hành Nhà xuất bản Bloomsbury nói quyển sách "hay hơn nhiều cuốn sách khác".

### Phát hành và đón nhận tại Anh Quốc

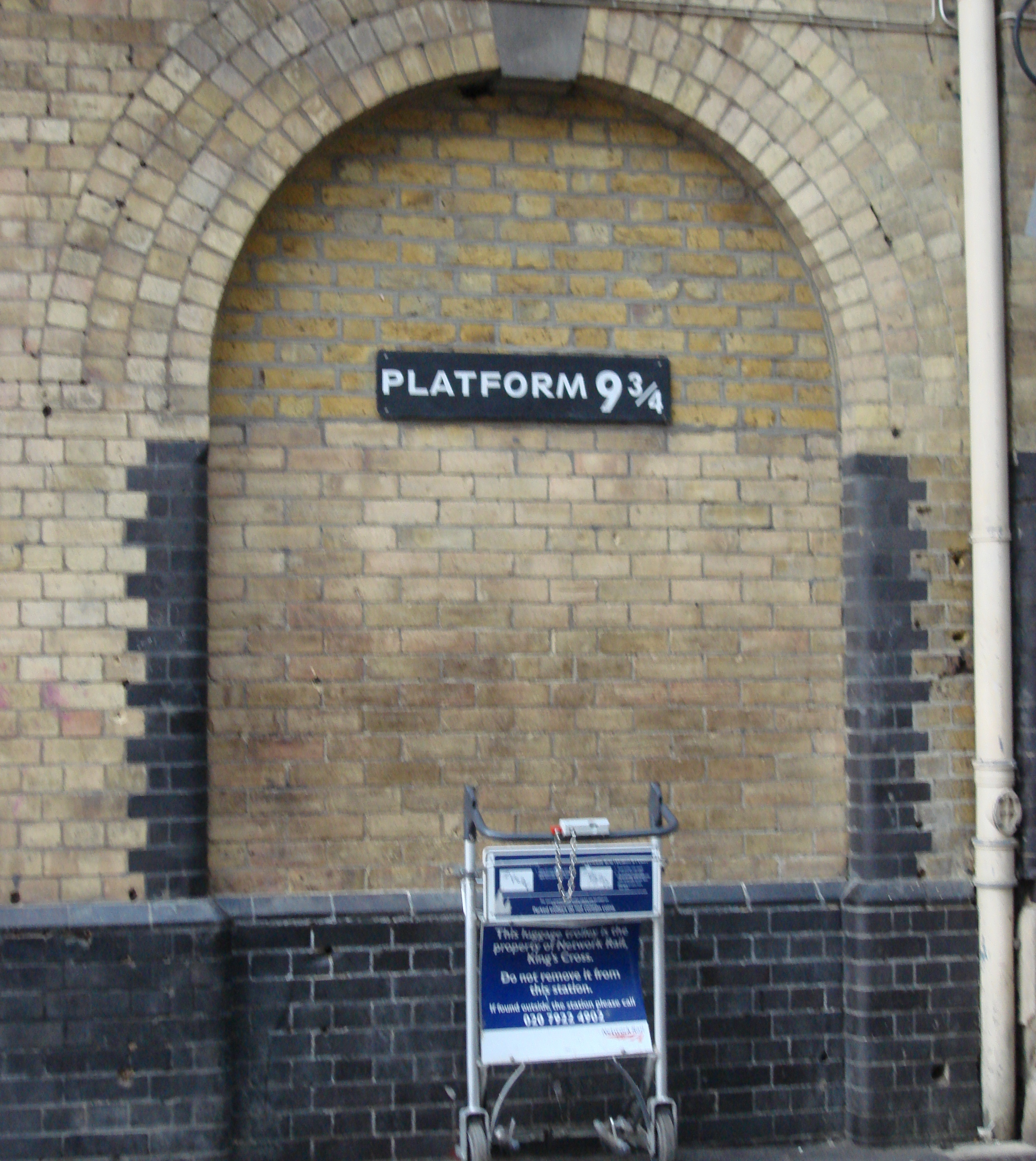
Ảnh tái hiện Sân ga 9¾, một sân ga hư cấu, tại Nhà ga Ngã tư Vua (King's Cross railway station) thật sự ở Luân Đôn, với một xe đẩy hành lý, như được mô tả, nửa phần xuyên qua bức tường ma thuật

Bloomsbury đồng ý xuất bản, đặt cọc cho Rowling một khoản 2.500 bảng Anh, và Cunningham cẩn thận gởi bản bông của sách tới các tác giả, nhà phê bình văn học và các đại lý sách chọn lọc để thu thập phản hồi có thể trích dẫn khi cuốn sách được ra mắt độc giả. Ông ít chú tâm tới độ dầy cuốn sách hơn là tên của tác giả, lý do ông đưa ra là bởi nhan đề cuốn sách xem qua có vẻ như dành cho các nam thiếu niên, và ông tin rằng trẻ trai sẽ chuộng sách của các tác giả nam hơn. Thế nên, Rowling chọn bút danh mới là J.K. Rowling vừa trước lúc xuất bản. Tháng 6 năm 1997, Bloomsbury phát hành cuốn Hòn đá Phù thủy với 500 bản bìa cứng cho loạt ấn hành đầu tiên, trong đó có 300 cuốn được phát đến các thư viện. Tên thật của tác giả, "Joanne Rowling", được in nhỏ trên trang bản quyền của ấn bản đầu tiên tại Anh Quốc. (Ấn bản đầu tiên tại Mỹ năm 1998 gỡ bỏ hoàn toàn chữ "Joanne"). Lượng ấn bản ít ỏi trong đợt phát hành đầu tiên thường dễ thấy ở các sáng tác đầu tay, Cunningham hy vọng các đại lý sách sẽ chịu đọc sách và giới thiệu nó tới khách hàng. Một quyển sách trong đợt phát hành đầu tiên đã được trả giá khá cao, lên đến 33.460 đô la Mỹ trong một phiên đấu giá năm 2007 do Nhà đấu giá Heritage tổ chức.
Lindsey Fraser được cho là người viết bài giới thiệu cho Harry Potter và Hòn đá Phù thủy đầu tiên trên tờ The Scotsman vào ngày 28 tháng 6 năm 1997. Bà nói rằng Harry Potter và Hòn đá Phù thủy là "câu chuyện ly kỳ mang tính giải trí" và Rowling quả là "tác giả hạng nhất cho thiếu nhi". Một nhận xét cũng xuất hiện khá sớm khác, trên The Herald, nói, "Tôi chưa tìm thấy đứa trẻ nào có thể đặt cuốn sách này xuống." Báo chí xuất bản bên ngoài địa phận Scotland bắt đầu chú ý đến cuốn sách, đi cùng với ngôn từ đánh giá đầy mĩ miều trên các tờ The Guardian, The Sunday Times và The Mail on Sunday, và đến tháng 9 năm 1997, tờ Books for Keeps, tạp chí chuyên đề sách thiếu nhi, dành tặng cuốn sách bốn trên năm sao trong phần đánh giá. Tờ The Mail on Sunday bầu chọn đây là "tiểu thuyết giả tưởng đầu tay hay nhất kể từ thời Roald Dahl"; một đánh giá gây tiếng vang trên tờ Sunday Times ("những sự so sánh với Dahl là, lần này, thật chính đáng"), trong khi The Guardian gọi đây là "một cuốn tiểu thuyết được tổ chức chặt chẽ được thăng hoa bởi sự thông minh hóm hỉnh đầy sáng tạo" và The Scotsman nói cuốn sách "đang trở thành kinh điển".
Năm 1997, ấn bản tại Anh Quốc của cuốn sách thắng Giải Sách Quốc gia và một huy chương vàng cho hạng mục sách cho trẻ từ 9 tới 11 tuổi của giải Nestlé Smarties Book Prize. Giải thưởng Smarties, do chính trẻ em bầu chọn, giúp cuốn sách được chú ý chỉ sáu tháng sau khi ra mắt độc giả, trong khi hầu hết các sách thiếu nhi khác phải mất tới nhiều năm để làm được điều tương tự. Trong năm kế tiếp, cuốn Hòn đá Phù thủy thắng tại hầu hết các giải thưởng lớn khác cũng do trẻ em bình chọn trên toàn Anh Quốc. Tác phẩm cũng nằm trong danh sách rút gọn cho giải thưởng sách trẻ em được người lớn đánh giá, nhưng không thắng giải. Sandra Beckett đưa bình luận rằng cuốn sách tuy được trẻ em yêu thích nhưng bị xem là dễ viết dễ đọc và chưa đạt được những tiêu chí văn học cao nhất – và lấy ví dụ là việc xây dựng tác phẩm của Rowling quả là một sự giễu nhại khi so sánh với các công trình của Roald Dahl, thứ đã làm trẻ em say mê trước khi có sách của Rowling. Năm 2003, cuốn tiểu thuyết đứng vị trí 22 trong kết quả khảo sát The Big Read của đài thông tấn BBC.
Harry Potter và Hòn đá Phù thủy giành hai giải thưởng xuất bản cho số lượng ấn bản được bán ra chứ không phải do tiêu chí giá trị văn học tại giải thưởng British Book Awards cho hạng mục Sách Thiếu nhi của Năm, và Booksellers' Association / Bookseller cho hạng mục Tác giả của Năm. Tính đến tháng 3 năm 1999, lượng sách in tại Anh Quốc đã được tiêu thụ hơn 300.000 bản, và một lần nữa trở thành đầu sách bán chạy nhất tại Anh Quốc vào tháng 12 năm 2001. Bản in chữ nổi Braille được nhà xuất bản Scottish Braille Press phát hành tháng 5 năm 1998.
Sân ga 9¾, mà từ đây chuyến xe lửa Tốc hành Hogwarts rời Luân Đôn, đã được đánh dấu kỷ niệm tại nhà ga Ngã Tư Vua ngoài đời thực bằng một tấm bảng và chiếc xe đẩy hành lý như được mô tả trong sách đang vượt qua bức tường.

### Phát hành và đón nhận tại Mỹ
| Anh Quốc      | Mỹ           |
| ------------- | ------------ |
| mum, mam      | mom          |
| sherbet lemon | lemon drop   |
| motorbike     | motorcycle   |
| chips         | fries        |
| crisp         | chip         |
| jelly         | Jell-O       |
| jacket potato | baked potato |
| jumper        | sweater      |

Bìa gốc cuốn Hòn đá Phù thủy phát hành tại Mỹ

Scholastic Corporation mua bản quyền phát hành tại Mỹ vào tháng 4 năm 1997 với giá 105.000 đô la Mỹ tại Hội sách thiếu nhi Bologna, mức gia cao bất thường cho một tác phẩm thiếu nhi. Phía Nhà xuất bản nghĩ rằng trẻ con sẽ không thích đọc cuốn sách có từ "philosopher" (nghĩa "nhà hiền triết" khi đứng một mình) ngay tại nhan đề; sau vài cuộc đàm phán, ấn bản tại Mỹ phát hành tháng 9 năm 1998 với tên mới do Rowling đề nghị, Harry Potter and the Sorcerer's Stone thay vì Harry Potter and the Philosopher's Stone. Rowling tỏ vẻ hối tiếc khi phải đổi tên cuốn sách của mình và nói rằng sẽ đấu tranh mạnh mẽ hơn nếu lúc ấy tiếng nói của tác giả có nhiều trọng lượng hơn. Philip Nel chỉ ra việc đổi tên này đã làm mất đi mối liên hệ với giả kim thuật, và ngữ nghĩa câu từ trong tác phẩm cũng thay đổi khi điều chỉnh văn phong, như bánh "crumpet" thành bánh "muffin". Rowling đồng ý thay đổi cả "mum" trong tiếng Anh của người Anh và "mam" là cách nhân vật Seamus Finnigan dùng theo chất giọng Ireland (cả hai từ đều mang nghĩa là "mẹ") thành "mom" trong cuốn Harry Potter và Hòn đá Phù thủy, tuy vậy, trong các tập sau, bà không chấp thuận kiểu thay đổi này nữa, và cũng trong những lần tái bản sau của cuốn Hòn đá Phù thủy phiên bản Mỹ, từ ngữ cũng đổi lại theo nguyên tác. Tuy nhiên, cũng chính Nel lại nhận xét rằng việc biên tập của Scholastic đã được cân nhắc thận trọng hơn hầu hết các sách viết theo văn phong ở Anh Quốc vào thời điểm đó, và rằng trong số những hiệu đính từ nhà xuất bản, cũng có những chỗ hữu ích. Cũng bởi những tập sách Harry Potter đầu tiên tại Anh lên kệ sớm hơn vài tháng so với Mỹ, nhiều độc giả Mỹ nhanh tay đặt hàng qua Internet để sớm có sách và đã quen thuộc với văn phong Anh Quốc qua các bản sách này. Lúc mới đầu, hầu hết các nhà phê bình văn học uy tín nhất đều gạt cuốn sách ra bên lề, phó thác nó cho thị trường sách và các bài điểm sách thư viện như trên tạp chí Kirkus Reviews và Booklist, những nơi chỉ đánh giá sách trên tiêu chí giải trí của một tiểu thuyết dành cho thiếu nhi. Tuy vậy, nhiều bài phê bình sâu sắc của các chuyên gia (như một bài đăng trên Chọn lọc từ Liên hiệp Trung tâm Sách thiếu nhi, với việc chỉ ra sự phức tạp, sâu sắc và nhất quán mà thế giới của Harry Potter được nhà văn Rowling dựng nên) đã thu hút sự quan tâm từ giới phê bình văn học trên các tờ báo lớn. Mặc dù tờ The Boston Globe và Michael Winerip trên tờ Thời báo New York cảm thán rằng chương cuối cùng là phần kém nhất trong cuốn sách, họ và hầu hết các nhà phê bình người Mỹ khác đều dành những lời có cánh cho tác phẩm.
Một năm sau đó, ấn bản tại thị trường Mỹ được bình chọn là Sách nổi bật của Hiệp hội Thư viện Hoa Kỳ (American Library Association Notable Book), giải Sách hay nhất năm 1998 của tạp chí Publishers Weekly, giải Sách hay nhất năm 1998 do Thư viện công New York trao tặng. Ấn bản này đồng thời cũng thắng giải Sách của năm 1998 từ tờ Parenting Magazine, Sách hay nhất năm do School Library Journal bình chọn, và giải Sách hay nhất cho thanh niên từ Hiệp hội Thư viện Hoa Kỳ. Tháng 8 năm 1999, Harry Potter và Hòn đá Phù thủy dẫn đầu danh sách tiểu thuyết ăn khách nhất trên tờ Thời báo New York, và dao động ở vị trí đó trong suốt năm 1999 tới năm 2000, cho đến khi Thời báo New York phân danh sách này thành hai phần cho riêng cho các tác phẩm thiếu nhi và người lớn dưới áp lực từ các nhà xuất bản khác khi muốn sách của họ lên vị trí cao hơn. Theo báo cáo vào tháng 12 năm 2001 của Publishers Weekly thì tổng lượng sách lũy tích của cuốn Harry Potter và Hòn đá Phù thủy đạt trên 5 triệu bản bìa cứng (xếp hạng thứ 19 ở hạng mục sách thiếu nhi) và hơn 6,6 triệu bản bìa mềm (đứng hạng 7 ở hạng mục sách thiếu nhi).
Tháng 5 năm 2008, Scholastic đưa thông báo ấn bản kỷ niệm 10 năm ngày Harry Potter và Hòn đá Phù thủy ra mắt lần đầu tại Hoa Kỳ sẽ được phát hành vào ngày 1 tháng 10 năm 2008. Cho lần kỷ niệm thứ 15, Scholastic tái bản Hòn đá phủ thủy và các tập khác trong bộ truyện với hình bìa mới do họa sỹ Kazu Kibuishi minh họa vào năm 2013.

### Bản dịch
Tới giữa năm 2008, các bản dịch chính thức đã được xuất bản với 67 ngôn ngữ khác nhau. Nhà xuất bản Bloomsbury đã phát hành bản dịch tiếng Latin và Hy Lạp cổ, và phiên bản Hy Lạp cổ đã được miêu tả là "một trong những áng văn Hy Lạp cổ quan trọng nhất trong nhiều thế kỷ trở lại đây".

## Phong cách và chủ đề
Philip Nel nhấn mạnh sự ảnh hưởng của nữ văn sĩ Jane Austen, một nhân vật mà Rowling đã ngưỡng mộ từ năm mười hai tuổi. Cả hai nhà văn đều khuyến khích việc đọc lại các tác phẩm, bởi vì những chi tiết trông có vẻ thừa thãi lại là điềm báo của những sự kiện hay nhân vật quan trọng xuất hiện sau này trong nội dung câu chuyện – ví dụ như Sirius Black đã được khéo léo nhắc tới trong phần đầu của Harry Potter và Hòn đá Phù thủy, và trở thành nhân vật trung tâm từ tập ba đến tập năm của bộ truyện. Cũng giống với những nữ anh hùng trong truyện của Austen, Harry Potter thường rà soát lại những ý tưởng của mình ở gần cuối mỗi cuốn sách. Nhiều thái độ cư xử trong bộ Harry Potter gợi lại các chi tiết trong những tác phẩm của Austen. Cả hai tác giả đều châm biếm nhiều thái độ cư xử và đặt tên cho các nhân vật của mình theo tính cách riêng của họ. Tuy nhiên theo Nel, tính hài hước của Rowling chủ yếu dựa theo các tranh biếm họa nhiều hơn và những cái tên mà bà nghĩ ra lại nghe giống những cái tên trong những câu chuyện của Charles Dickens hơn,:13–15 và Amanda Cockrell cũng nhấn mạnh rằng nhiều trong số đó biểu lộ đặc điểm của người sở hữu thông qua lời truyền lại từ các thần thoại La Mã cổ đại cho tới văn học Đức thế kỷ mười tám. Rowling, cũng giống như C.S. Lewis, tác giả của loạt truyện Biên niên sử Narnia, nghĩ rằng không có một ranh giới cụ thể nào giữa những câu chuyện dành cho trẻ em và người lớn. Nel còn nhận xét, cũng giống như các nhà văn viết cho thiếu nhi khác, J. K. Rowling đã kết hợp nhiều thể loại văn học khác nhau lại với nhau, bao gồm kỳ ảo, truyện giả tưởng cho thiếu niên, những câu chuyện về trường nội trú, Bildungsroman và nhiều thể loại khác.:51–52
Nhiều nhà bình luận so sánh Harry Potter và Hòn đá Phù thủy với những tác phẩm của nhà văn Roald Dahl, người đã qua đời vào năm 1990. Nhiều cây viết từ sau thập niên 1970 đều được ví như những truyền nhân của Roald Dahl, tuy nhiên chưa một ai nhận được sự hưởng ứng từ các độc giả thiếu nhi nhiều như ông, và trong một cuộc khảo sát sau khi Hòn đá Phù thủy được phát hành, bảy trên mười cuốn sách thiếu nhi ăn khách nhất thuộc về Dahl, trong đó bao gồm cả vị trí dẫn đầu. Chỉ có một tác giả truyện thiếu nhi duy nhất khác gây được khá nhiều tiếng vang vào những năm cuối thập niên 1990 đó là nhà văn R. L. Stine. Nhiều yếu tố trong nội dung của Hòn đá Phù thủy gợi lại những câu chuyện trong tác phẩm của Dahl; ví dụ như cậu bé anh hùng trong truyện James và quả đào khổng lồ mồ côi cha mẹ từ khi còn bé và phải chuyển đến sống cùng cùng hai người cô khắc nghiệt, một béo và một gầy—‌cũng tương tự như hình ảnh hai ông bà Dursley, những người coi Harry như kẻ đầy tớ trong nhà. Dù sao đi nữa, Harry Potter vẫn là một nhân vật được sáng tạo riêng biệt, với khả năng đảm nhận những trách nhiệm của một người trưởng thành trong khi vẫn chỉ là một đứa trẻ.
Librarian Nancy Knapp và giáo sư chuyên ngành marketing Stephen Brown còn chú ý đến sự sống động và chi tiết trong những đoạn miêu tả, đặc biệt là các đoạn miêu tả những cửa tiệm trong Hẻm Xéo. Tad Brennan bình luận rằng cách hành văn của Rowling gợi ta nhớ tới Hómēros: "nhanh gọn, dễ hiểu, và cách diễn đạt đi thẳng vào vấn đề." Nhà văn Stephen King thì khâm phục "những chi tiết khôi hài mà chỉ những tưởng tượng gia của Anh Quốc mới có thể tạo ra được" và kết luận rằng những thứ đó hoàn toàn có tác dụng trong tác phẩm.
Nicholas Tucker miêu tả những cuốn đầu trong bộ truyện Harry Potter qua việc nhìn lại những mẩu truyện thiếu nhi trong thời đại của Victoria của Anh và Vua Edward VII: Hogwarts là một trường nội trú kiểu cổ, nơi giáo viên thường gọi học trò của mình bằng tên họ, và điểm số của nhà chung mà những học sinh cùng ở được đánh giá rất cao; tính cách của từng nhân vật được miêu tả rõ ràng qua vẻ bề ngoài, bắt đầu với nhà Dursley; các nhân vật xấu xa hay độc ác thường bị tiêu diệt thay vì ăn năn hối cải, trong đó có cả Bà Norris, con mèo của giám thị Filch; và nhân vật anh hùng, một đứa trẻ mồ côi bị ngược đãi sau đó tìm được nơi mà cậu thực sự thuộc về, là một người cuốn hút, giỏi thể thao, ân cần và luôn bảo vệ kẻ yếu. Nhiều nhà bình luận khác cho rằng cuốn sách đã xây dựng nên một cộng đồng có tính phân tầng xã hội cao với nhiều loại người khác nhau. Tuy nhiên, Karin Westerman lại tạo một sự so sánh ngang bằng với hình ảnh nước Anh những năm 1990: một hệ thống lớp học đã bị phá vỡ nhưng lại được bảo vệ bởi những kẻ có quyền lực và địa vị; tính đa sắc tộc của những học sinh trường Hogwarts; sức ép đồng loại giữa những giống loài có cùng mức độ hiểu biết; và vấn đề bạo lực học đường thường xảy ra trong các trường học.
Susan Hall viết rằng, hoàn toàn không có một pháp quyền nào được sử dụng trong loạt truyện; những hành động của Bộ Pháp thuật tuyệt đối không bị gò bó bởi luật pháp, trách nhiệm giải trình hay bất cứ một thách thức pháp lý nào. Đây chính là cơ hội để Voldemort đề ra những mệnh lệnh khủng khiếp của hắn. Cũng nhờ vậy Harry và Hermione, những nhân vật đến từ thế giới Muggle, thường tìm ra cách giải quyết vấn đề thông qua việc suy nghĩ theo cách hoàn toàn không giống một phù thủy. Ví dụ, Hermione cho rằng trở ngại trong việc tìm kiếm Hòn đá Phù thủy chính là bài kiểm tra về trí óc thay vì năng lực phép thuật, và hầu hết các phù thủy đều không thể giải được nó.
Nel cho rằng những tính cách xấu của một nhà Dursley quá quy tắc, coi trọng địa vị xã hội và đặt nặng về vật chất, đã phản ánh chính thái độ của Rowling đối với các chính sách gia đình của chính phủ Anh vào đầu những năm 1990 khi coi việc kết hôn giữa hai người dị tính luyến ái là "quy chuẩn hàng đầu", trong khi nữ nhà văn lại là một bà mẹ đơn thân. Các mối quan hệ giữa Harry với những phù thủy thiếu niên cũng như trưởng thành ở trong truyện đều xuất phát từ tình cảm và lòng trung thành. Điều này được phản ánh rõ trong suốt loạt truyện, ví dụ như niềm vui của Harry khi cậu trở thành một thành viên tạm thời trong gia đình nhà Weasley, hay việc cậu đối xử với Rubeus Hagrid, và sau đó là Remus Lupin và Sirius Black như cha ruột của mình.:13–15, 47–48

## Sản phẩm có liên quan

### Tập tiếp nối
Cuốn sách thứ hai trong bộ truyện mang tên Harry Potter và Phòng chứa Bí mật, được xuất bản lần đầu tiên tại Anh Quốc vào ngày 2 tháng 7 năm 1998 và tại nước Mỹ vào ngày 2 tháng 6 năm 1999. Harry Potter và tên tù nhân ngục Azkaban được phát hành một năm sau đó tại Anh Quốc vào ngày 8 tháng 7 năm 1999, và tại Mỹ vào ngày 8 tháng 9 năm 1999. Hai ấn bản của Harry Potter và Chiếc cốc lửa do hai nhà xuất bản Bloomsbury và Scholastic thực hiện được phát hành cùng vào ngày 8 tháng 7 năm 2000. Harry Potter và Hội Phượng Hoàng là tập truyện dài nhất của loạt tiểu thuyết với 766 trang ở phiên bản của Anh Quốc, 870 trang ở ấn bản tại Mỹ và 1138 trang ở ấn bản tiếng Việt. Phiên bản tiếng Anh của cuốn sách được phát hành trên toàn thế giới vào ngày 21 tháng 6 năm 2003. Harry Potter và Hoàng tử lai được phát hành trên toàn thế giới vào ngày 16 tháng 7 năm 2005, và 11 triệu bản in của cuốn sách được tiêu thụ hết chỉ trong 24 giờ đầu ra mắt. Cuốn thứ bảy và cũng là tập truyện cuối cùng, Harry Potter và Bảo bối Tử thần, được xuất bản vào ngày 21 tháng 7 năm 2007. Cuốn sách cũng bán được tổng cộng 11 triệu bản in trong 24 giờ đầu phát hành, trong đó có 2,7 triệu bản được tiêu thụ tại Anh quốc và 8,3 triệu bản được tiêu thụ tại Mỹ.

### Ấn bản minh họa
Một phiên bản minh họa của Harry Potter và Hòn đá Phù thủy được phát hành vào tháng 10 năm 2015, với phần minh họa được thực hiện bởi họa sĩ Jim Kay. Phiên bản minh họa tiếng Việt dày 250 trang được Nhà xuất bản Trẻ ấn hành tại Việt Nam vào tháng 2 năm 2016. Cuốn sách bao gồm tổng cộng 100 tranh minh họa và sẽ được tiếp nối bởi phiên bản minh họa của sáu cuốn tiếp theo, với Jim Kay giữ nguyên vai trò họa sĩ minh họa xuyên suốt.

### Phim điện ảnh
Năm 1999, Rowling bán bản quyền điện ảnh của 4 tập truyện Harry Potter đầu tiên cho hãng phim Warner Bros. với giá tổng cộng 1 triệu GBP (tương đương 1,65 triệu USD vào năm 1999). Rowling yêu cầu rằng bộ nhân vật chính bắt buộc phải là người Anh, nhưng cho phép một số diễn viên Ireland như Richard Harris vào vai Dumbledore và các diễn viên nước ngoài khác đối với các nhân vật có cùng quốc tịch sẽ xuất hiện trong các cuốn sách tiếp theo.
Sau quá trình tuyển chọn diễn viên rộng rãi, công tác quay phim được bắt đầu từ tháng 9 năm 2000 tại Leavesden Film Studios và Luân Đôn, và công việc sản xuất được hoàn thành vào tháng 7 năm 2001. Harry Potter và Hòn đá Phù thủy bắt đầu được công chiếu tại Luân Đôn từ ngày 14 tháng 11 năm 2001. Giới chuyên môn dành cho phim nhiều nhận định tích cực, với đánh giá Fresh trên trang Rotten Tomatoes lên tới 80% và điểm số 64% trên trang Metacritic, với chủ yếu là các ý kiến đánh giá thuận lợi.

### Trò chơi điện tử
Tổng cộng năm video game riêng biệt do năm nhà phát triển khác nhau thực hiện đã được ra mắt từ năm 2001 tới năm 2003 bởi hãng Electronic Arts, với cốt truyện chủ yếu dựa theo nội dung phim và tiểu thuyết:
| Phát triển | Phát hành            | Định dạng         | Thể loại            | GameRankings | Metacritic | Ghi chú                      |
| ---------- | -------------------- | ----------------- | ------------------- | ------------ | ---------- | ---------------------------- |
| KnowWonder | 15 tháng 11 năm 2001 | Microsoft Windows | Phiêu lưu/Xếp hình  | 67,35%       | 65/100     |                              |
| Argonaut   | 15 tháng 11 năm 2001 | PlayStation       | Phiêu lưu-hành động | 66,98%       | 64/100     |                              |
| Griptonite | 15 tháng 11 năm 2001 | Game Boy Color    | Nhập vai            | 73%          | —          |                              |
| Griptonite | 15 tháng 11 năm 2001 | Game Boy Advance  | Xếp hình hành động  | 68,37%       | 64/100     |                              |
| Aspyr      | 28 tháng 2 năm 2002  | Mac OS X          | Phiêu lưu/Xếp hình  | —            | —          | Giống phiên bản trên Windows |
| Warthog    | 9 tháng 12 năm 2003  | GameCube          | Phiêu lưu-hành động | 63,31%       | 62/100     |                              |
| Warthog    | 9 tháng 12 năm 2003  | PlayStation 2     | Phiêu lưu-hành động | 57,90%       | 56/100     |                              |
| Warthog    | 9 tháng 12 năm 2003  | Xbox              | Phiêu lưu-hành động | 61,82%       | 59/100     |                              |

### Minh họa trong kinh doanh và giáo dục
Nhiều tác giả viết về kinh doanh và giáo dục sử dụng sách Harry Potter và Hòn đá Phù thủy làm ví dụ minh họa. Về giảng dạy lâm sàng trong các trường y, Jennifer Conn đã nhắc tới chuyên môn và phương pháp sư phạm đáng sợ của Snape đối với học trò của mình. Trái lại, Bà Hooch, giáo viên môn Quidditch, với phương pháp hữu hiệu đã chia nhỏ các động tác phức tạp thành nhiều bước đơn giản cũng như giúp học sinh tránh khỏi những sai sót thường gặp. Joyce Fields viết rằng sách Harry Potter minh họa cho bốn trên năm chủ đề chính của chương trình xã hội học của sinh viên năm nhất: "các khái niệm xã hội học bao gồm văn hóa, xã hội và xã hội hóa; sự phân tầng xã hội và bất bình đẳng xã hội; thiết chế xã hội; và lý thuyết xã hội".
Stephen Brown lưu ý là các tập truyện Harry Potter đầu tiên, nhất là tập Harry Potter và Hòn đá Phù thủy, vẫn dễ dàng có được thành công dù cho công tác quảng bá nghèo nàn và thiếu thốn. Brown khuyên các nhà điều hành marketing nên bớt chú tâm đến phân tích số liệu một cách triệt để và mô hình "phân tích, lập kế hoạch, thực hiện và kiểm soát" trong quản lý. Thay vào đó, anh gợi ý rằng họ nên xem câu chuyện như "một lớp học marketing cao cấp", tràn ngập những sản phẩm và thương hiệu hấp dẫn. Chẳng hạn như một sản phẩm dựa trên thế giới pháp thuật trong truyện là Kẹo dẻo hình hạt đậu đủ vị hiệu Bertie Bott đã được giới thiệu năm 2000 dưới giấy phép của hãng đồ chơi Hasbro.

## Lịch sử phát hành
| Quốc gia | Ngày phát hành       | Ấn bản (Bìa cứng/bìa mềm)                              | Nhà xuất bản                 | Số trang |
| -------- | -------------------- | ------------------------------------------------------ | ---------------------------- | -------- |
| Canada   | 1 tháng 12 năm 1998  | Ấn bản thiếu nhi, bìa cứng                             | Raincoast                    | 223      |
| Canada   | 1 tháng 12 năm 1998  | Ấn bản người lớn, bìa mềm (gốc)                        | Raincoast                    | 223      |
| Canada   | 1 tháng 11 năm 1999  | Ấn bản đặc biệt có chữ ký, bìa cứng                    | Raincoast                    | 223      |
| Canada   | 31 tháng 8 năm 2000  | Ấn bản thiếu nhi, bìa mềm                              | Raincoast                    | 223      |
| Canada   | 16 tháng 10 năm 2002 | Ấn bản phép thuật, bìa cứng                            | Raincoast                    | 223      |
| Canada   | 4 tháng 10 năm 2004  | Ấn bản người lớn, bìa cứng (tái phát hành với bìa mới) | Raincoast                    | 336      |
| Canada   | 12 tháng 1 năm 2011  | Ấn bản người lớn, bìa mềm (tái phát hành với bìa mới)  | Bloomsbury                   | 223      |
| Canada   | 12 tháng 1 năm 2011  | Ấn bản Harry Potter đặc biệt có chữ ký, bìa mềm        | Bloomsbury                   | 223      |
| Canada   | 27 tháng 8 năm 2013  | Ấn bản người lớn, bìa mềm (tái phát hành với bìa mới)  | Bloomsbury                   | 223      |
| Anh Quốc | 26 tháng 6 năm 1997  | Ấn bản thiếu nhi, bìa cứng                             | Bloomsbury                   | 223      |
| Anh Quốc | 26 tháng 6 năm 1997  | Ấn bản thiếu nhi, bìa mềm                              | Bloomsbury                   | 223      |
| Anh Quốc | 11 tháng 9 năm 1998  | Ấn bản người lớn, bìa mềm (gốc)                        | Bloomsbury                   | 223      |
| Anh Quốc | 27 tháng 9 năm 1999  | Ấn bản đặc biệt có chữ ký, bìa cứng                    | Bloomsbury                   | 223      |
| Anh Quốc | 8 tháng 10 năm 2001  | Ấn bản đặc biệt, bìa mềm                               | Bloomsbury                   | 223      |
| Anh Quốc | 10 tháng 7 năm 2004  | Ấn bản người lớn, bìa cứng (tái phát hành với bìa mới) | Bloomsbury                   | 336      |
| Anh Quốc | 4 tháng 10 năm 2004  | Ấn bản người lớn, bìa mềm (tái phát hành với bìa mới)  | Bloomsbury                   | 223      |
| Anh Quốc | 1 tháng 11 năm 2010  | Ấn bản Harry Potter đặc biệt có chữ ký, bìa mềm        | Bloomsbury                   | 223      |
| Anh Quốc | 18 tháng 7năm 2013   | Ấn bản người lớn, bìa mềm (tái phát hành với bìa mới)  | Bloomsbury                   | 223      |
| Anh Quốc | 6 tháng 10 năm 2015  | Ấn bản minh họa, bìa cứng (minh họa bởi Jim Kay)       | Bloomsbury                   | 256      |
| Hoa Kỳ   | 1 tháng 9 năm 1998   | Bìa cứng                                               | Arthur A. Levine/ Scholastic | 309      |
| Hoa Kỳ   | 8 tháng 9 năm 1999   | Bìa mềm                                                | Arthur A. Levine/ Scholastic | 309      |
| Hoa Kỳ   | 1 tháng 11 năm 2000  | Ấn bản sưu tầm, bìa cứng                               | Arthur A. Levine/ Scholastic | 309      |
| Hoa Kỳ   | 1 tháng 11 năm 2001  | Ấn bản Mass Market, bìa mềm                            | Arthur A. Levine/ Scholastic | 400      |
| Hoa Kỳ   | Tháng 9 năm 2008     | Bìa mềm (ấn bản độc quyền của Scholastic School)       | Arthur A. Levine/ Scholastic | 309      |
| Hoa Kỳ   | 1 tháng 10 năm 2008  | Ấn bản Kỷ niệm 10 năm, bìa cứng                        | Arthur A. Levine/ Scholastic | 309      |
| Hoa Kỳ   | 27 tháng 8 năm 2013  | Bìa mềm (tái phát hành với bìa mới)                    | Arthur A. Levine/ Scholastic | 336      |
| Hoa Kỳ   | 6 tháng 10 năm 2015  | Ấn bản minh họa, bìa cứng (minh họa bởi Jim Kay)       | Arthur A. Levine/ Scholastic | 256      |
| Việt Nam | 2006                 | Bìa mềm                                                | Nhà xuất bản Trẻ             | 344      |
| Việt Nam | 1 tháng 1 năm 2011   | Bìa mềm (tái phát hành với bìa mới)                    | Nhà xuất bản Trẻ             | 344      |
| Việt Nam | 1 tháng 3 năm 2013   | Bìa mềm (tái phát hành với bìa mới)                    | Nhà xuất bản Trẻ             | 432      |
| Việt Nam | 1 tháng 2 năm 2016   | Ấn bản minh họa, bìa cứng (minh họa bởi Jim Kay)       | Nhà xuất bản Trẻ             | 250      |
| Việt Nam | 1 tháng 2 năm 2017   | Bìa mềm (tái phát hành với bìa mới)                    | Nhà xuất bản Trẻ             | 366      |